# Horst W. Baerensprung
Horst Wolfgang Sigmund Baerensprung (* 27. März 1893 in Torgau; † 29. November 1952 in Braunschweig) war Rechtsanwalt, Landrat in Nordhausen und Polizeipräsident der Polizeidirektion Braunschweig.

## Beruflicher Werdegang
Horst Baerensprung war ein Sohn des Stabsarztes Kurt Baerensprung und der Alice Koepke. Er wurde 1911 Berufssoldat. Im Ersten Weltkrieg war er Kavallerist und Flieger. Aufgrund seiner Kriegserfahrungen wandte er sich der politischen Linken zu. Er wurde Mitglied im Soldatenrat Halle. Von 1917 bis 1920 studierte er Rechtswissenschaften und wurde 1920 promoviert. 1923 ließ er sich in Magdeburg als Rechtsanwalt nieder. Hier gehörte er 1923 zu den Mitbegründern der Republikanischen Notwehr und 1924 der Republikschutzorganisation Reichsbanner Schwarz-Rot-Gold, deren erster Geschäftsführer Horst W. Baerensprung wurde. In zahlreichen Prozessen verteidigte er Reichsbannermänner. Von 1927 bis 1929 war er Landrat des Kreises Grafschaft Hohenstein in Nordhausen (Nachfolger von Wilhelm Köhne), ab 1930 Polizeipräsident von Magdeburg. Nach dem „Preußenschlag“ der Papen-Regierung, gegen den er mit dem Reichsbannervorsitzenden Karl Höltermann und dem Oberbürgermeister Ernst Reuter durch die Entsendung von Polizeitruppen und Reichsbanner nach Berlin angehen wollte, wurde er seines Postens enthoben. Im April 1933 wurde er verhaftet und im Mai aus der Anwaltschaft ausgeschlossen.

## Emigration
Ende Juni 1933 emigrierte er zunächst nach Warschau. Nachdem Baerensprung in den USA auf einem internationalen Polizeikongreß als Dolmetscher tätig war (er beherrschte Englisch, Französisch und Russisch), wurde er auf Vermittlung des Völkerbundes Anfang 1934 Berater der chinesischen Regierung. Nachdem Deutschland 1935 diplomatischen Druck gegen seine Beschäftigung entfaltete, wurde er entlassen. So schlug er sich zunächst als Sprachlehrer und Hotelpächter durch, dann erhielt er eine Professur für Kriminologie an der Shanghai Law School und betätigte sich 1938/39 als Organisator und Ausbilder der chinesischen Feldpolizei. 1939 ging er in die USA, wo er bis Kriegsende Dozent für Preußische Verwaltungsgeschichte an der Harvard University war.

## Exil und politische Tätigkeit
1941 wurde er Verwaltungsrat des von Albert Grzesinski gegründeten German-American Council for the Liberation of Germany from Nazism und ab November 1941 Direktoriumsmitglied. 1942 wurde Baerensprung offiziell aus dem Deutschen Reich ausgebürgert, sein Doktortitel wurde aberkannt. Ab 1942 war er Schatzmeister der AFGF und Mitglied der German-American Emergency Conference. In der Zeit um 1941 bis 1946 lebte er mit Elisabeth Hauptmann zusammen und verfasste mit ihr Radio-Features. (Nach Bericht von Hauptmann betätigte sie sich nebenbei zwei Jahre lang als „Ghostwriterin“ an seinen Memoiren, weil Baerensprung zwar ein „hervorragender Erzähler, aber unfähig war, eine Zeile zu Papier zu bringen“.) Ab April 1944 war Baerensprung Mitglied des Vorbereitungskomitees zum Council for a Democratic Germany (CDG).

## Rückkehr
1946 kehrte Baerensprung nach Deutschland zurück und war als Angehöriger der Polizei Niedersachsen von September 1947 bis März 1951 Polizeipräsident von Braunschweig.